# Hank Zerbolesch
Hank Zerbolesch (* 1981 in Düsseldorf) ist ein deutscher Autor.

## Leben
2014 erschien bei Periplaneta seine erste Textsammlung mit dem Titel Rausch-Hour, zwei Jahre später folgte im selben Verlag sein Debütroman Verhaltet euch unauffällig. Bei seinen Lesungen wird er häufig von einem befreundeten Sounddesigner, PolyDil, unterstützt. 2013 organisierte er die Multimedia-Vernissage Lytropolis in Wuppertal, eine Mischung aus Lesung, Lichtshow und Ausstellung. Im selben Jahr zeigte sich Zerbolesch gemeinsam mit den ebenfalls an Lytropolis beteiligten Michel Kühn, Johannes Floehr und Lisa Schøyen verantwortlich für das Podcasting-Projekt „Podcastpoesie“, bei dem wöchentlich ein neuer Slam-Text eines bekannten Slam-Poeten online gestellt wurde. Durch die Arbeit mit besagten Kollegen entstanden zwei Live-Hörspiele, Die Zeitmaschine sowie Das Rätsel um das verschollene Pep, für dessen Skripte Zerbolesch verantwortlich ist. Weitere Sprecher waren Michael Heide und David Becher (bei Die Zeitmaschine) vom Vollplaybacktheater.
Einige Zeit ist Zerbolesch erfolgreich bei Poetry Slams aufgetreten und konnte sich mehrfach für die nordrhein-westfälischen Meisterschaften, den NRW Slam, qualifizieren.
Sein Künstlername ist eine Hommage an Charles Bukowski.
Hank Zerbolesch lebt und arbeitet in Wuppertal, wo er diverse Literaturformate konzipiert und kuratiert.
2025 gewann Zerbolesch das "Wortwerker"-Stipendium der Stiftung "Kloster Neuwerk Maria in Horto" in Goslar.

## Veröffentlichungen (Auswahl)
Literatur
- Hank Zerbolesch: Rausch-Hour: So`n bisschen Zeug hat noch keinem geschadet. Periplaneta, 2014, ISBN 978-3-943876-71-0.
- Hank Zerbolesch: Verhaltet euch unauffällig. Periplaneta, 2016, ISBN 978-3-95996-020-5.
- Hank Zerbolesch: RAW: Antiroman. Periplaneta, 2018, ISBN 978-3-95996-115-8.
- Hank Zerbolesch: Gorbach. Steidl, 2024, ISBN 978-3-96999-324-8.

Hörspiele
- Die Zeitmaschine. 2015, ISBN 978-3-943876-88-8.
- Rätsel um das verschollene Pep, 2016 (Live-Hörspiel)
- Räuberhörbuch: Morbus Leben 1, 2020

Beiträge
- André Wiesler (Hrsg.): Vom Leben und Schweben in Wuppertal: Geschichten aus jedem Blickwinkel der Stadt. Verlag Edition Köndgen, 2013, ISBN 978-3-939843-51-1.
- André Wiesler (Hrsg.): Vom Leben und Weben in Wuppertal: Noch mehr Geschichten aus jedem Blickwinkel der Stadt. Verlag Edition Köndgen, 2016, ISBN 978-3-939843-66-5.